# 王素 (六朝)
王素（418年—471年），字休業，琅邪臨沂人。南朝宋時期隱士。王素為東晉尚書右僕射王彬的後代，高祖父王翹之是東晉光祿大夫，曾祖父王望之及祖父王泰之都沒有出仕；父親王元弘則官至平固令。

## 生平
王素年輕時就有志向和操行，早年因為家貧及供養年老母親而擔任廬陵國侍郎。及後母親去世，王素離職為母守喪，但喪期過後王素沒有再度出仕，反而走到東陽隱居，並在那裏務農維生，平日醉心於文章義理，不惱俗事。宋孝武帝即位後曾徵召他和朱百年擔任太子中舍人；後來太宰江夏王劉義恭開府時亦召王素為自己的倉曹屬；泰始六年（470年），宋明帝又召他為太子中舍人。但這三次王素都沒有應命，屢辭徵召的行為令他獲得很高聲譽。泰始七年（471年），王素去世，得年五十四歲。
據說王素所居山中有一種叫蚿蟲的生物發出清脆而悠長的叫聲，聽多了也不會感煩厭，可是蚿蟲自身卻長得很難看，王素就以此自比, 寫了《蚿賦》

## 延伸阅读
[在维基数据编辑]
 在维基文库阅读此作者作品
 《宋書/卷93》，出自沈约《宋书》